# NGC 6403
NGC 6403 est une vaste galaxie lenticulaire située dans la constellation du Paon. Sa vitesse par rapport au fond diffus cosmologique est de 4 891 ± 45 km/s, ce qui correspond à une distance de Hubble de 72,1 ± 5,1 Mpc (∼235 millions d'al). NGC 6403 a été découverte par l'astronome britannique John Herschel en 1834.
En raison d'une brillance de surface égale à 11,99 mag/am2, on peut qualifier NGC 6403 de galaxie présentant une brillance de surface élevée.